# Antoni I Montefeltro
Antoni I Montefeltro era comte de Montecopiolo, senyor de Monte Tassi i Monte Grimano i governava la part sud del comtat de Carpegna, i va rebre de l'emperador Frederic Barba-roja la comarca de Montefeltro (llavors anomenada de San Leo) a una data incerta després del 1150 i abans del 1160, i va prendre el títol de comte de Montefeltro. Fou vicari imperial d'Urbino vers el 1155 però va exercir el càrrec poc temps. Va morir no abans del 1184 i va deixar tres fills: Montefeltrano I Montefeltro, Cavalca (que el 1165 va combatre contra Rímini, el [1175] va lluitar al costat de Cristià arquebisbe de Magúncia i canceller imperial a Itàlia, contra els güelfs de Romanya i el 1182 va lluitar contra els florentins al costat de l'emperador), i Bonconte. Aquest darrer va deixar dos fills, Guiu i Rinald que el 1201 van tenir l'emfiteusi del castell de la Biforche a la vall del Saludecio, en feu de l'arquebisbe de Ravenna.